# Aspergillus brasiliensis
Aspergíllus brasiliénsis (лат.) — вид несовершенных грибов (телеоморфная стадия неизвестна), относящийся к роду Аспергилл (Aspergillus).
Относится к секции Nigri, включающей широко известный вид Aspergillus niger (аспергилл чёрный). Морфологически виды в этой секции трудноразличимы, их разделение основывается главным образом на профилях выделяемых метаболитов и на молекулярно-филогенетических данных.

## Описание
Колонии на агаре Чапека с дрожжевым экстрактом (CYA) при 25 и 37 °C и на CYA с 5 % NaCl (CYAS) на 7-е сутки 7—7,5 см в диаметре. На агаре с солодовым экстрактом (MEA) — 5—7 см в диаметре. На агаре с дрожжевым экстрактом и сахарозой (YES) — 7,5—8 см в диаметре. На овсяном агаре — 3—3,5 см в диаметре. На креатиново-сахарозном агаре (CREA) — 3—4,5 см в диаметре, активно выделяют кислоту.
Окраска колоний изначально белая, с развитием спороношения становится тёмно-коричневой и чёрной. Экссудат не выделяется. Реверс колоний кремовый до светло-коричневого.
Конидиеносцы несут двухъярусные головки — сначала шаровидные, затем лучистые, с несколькими колонками конидий. Сами конидиеносцы 700—1700 мкм длиной и 8—13 мкм толщиной, светло-коричневые, с гладкими толстыми стенками. Апикальное вздутие почти шаровидное, 30—45 мкм шириной. Метулы покрывают практически всю поверхности вздутия, 22—30 × 3—6 мкм. Фиалиды фляговидные, 7—9 × 3—4 мкм. Конидии почти шаровидные, шиповатые, 3,5—4,8 мкм в диаметре.
Отдельные штаммы образуют белые склероции 1—1,5 мм в диаметре.

### Отличия от других видов
Характерная морфологическая особенность вида — шиповатая орнаментация конидий, что сближает его с видами Aspergillus carbonarius и Aspergillus aculeatus. От первого из них отличается значительно более мелкими конидиями (у A. carbonarius конидии 7—10 мкм в диаметре), а от второго — двухъярусностью головок.
По способности хорошо расти и активно спороносить при 37 °C, слабому росту и активному выделению кислот на креатиново-сахарозном агаре (CREA), хорошему росту и спороношению на CYA с 5 % NaCl (CYAS) сближается с Aspergillus niger и Aspergillus tubingensis. У A. niger апикальное вздутие конидиеносца 45—80 мкм в диаметре, склероции не образуются. У A. tubingensis апикальное вздутие 40—80 мкм в диаметре, склероции жёлтые до розовых, 0,5—0,8 мм в диаметре.
Некоторые штаммы образуют белые склероции и образуют индольные алкалоиды аналогично Aspergillus costaricaensis и Aspergillus piperis.

## Экология и распространение
По-видимому, повсеместно распространённый вид. К моменту описания (2007) был обнаружен в почве в Бразилии, США, Австралии, Нидерландах, а также на ягодах винограда в Португалии.

## Таксономия
Aspergillus brasiliensis Varga, Frisvad & Samson, Int. J. Syst. Evol. Microbiol. 57: 1929 (2007).